# Fußballsportverein Frankfurt 1899 2011-2012
Questa voce raccoglie le informazioni riguardanti il Fußballsportverein Frankfurt 1899 nelle competizioni ufficiali della stagione 2011-2012.

## Stagione
Nella stagione 2011-2012 il FSV Francoforte, allenato da Hans-Jürgen Boysen e Benno Möhlmann, concluse il campionato di 2. Bundesliga al 13º posto. In Coppa di Germania il FSV Francoforte fu eliminato al secondo turno dallo Stoccarda.

## Rosa
| N. |                          | Ruolo | Calciatore      |
| -- | ------------------------ | ----- | --------------- |
| 1  | Germania (bandiera)      | P     | Patric Klandt   |
| 2  | Filippine (bandiera)     | D     | Dennis Cagara   |
| 3  | Germania (bandiera)      | D     | Björn Schlicke  |
| 4  | Germania (bandiera)      | D     | Nils Teixeira   |
| 5  | Germania (bandiera)      | C     | Manuel Konrad   |
| 6  | Giamaica (bandiera)      | C     | Daniel Gordon   |
| 7  | Germania (bandiera)      | C     | Tufan Tosunoğlu |
| 8  | Germania (bandiera)      | C     | Michael Görlitz |
| 9  | Algeria (bandiera)       | A     | Karim Benyamina |
| 11 | Germania (bandiera)      | C     | Mario Fillinger |
| 13 | Germania (bandiera)      | D     | Alexander Ujma  |
| 14 | Germania (bandiera)      | C     | Markus Hofmeier |
| 15 | Germania (bandiera)      | D     | Alexander Huber |
| 16 | Germania (bandiera)      | D     | Marc Heitmeier  |
| 17 | Corea del Sud (bandiera) | C     | Yun Ju-tae      |
| 18 | Bulgaria (bandiera)      | A     | Ilijan Micanski |

| N. |                     | Ruolo | Calciatore          |
| -- | ------------------- | ----- | ------------------- |
| 19 | Germania (bandiera) | D     | Marcel Gaus         |
| 20 | Senegal (bandiera)  | A     | Momar N'Diaye       |
| 21 | Germania (bandiera) | C     | Marc Gallego        |
| 22 | Germania (bandiera) | C     | Samil Çinaz         |
| 23 | Germania (bandiera) | C     | Sven Müller         |
| 24 | Germania (bandiera) | P     | Pierre Kleinheider  |
| 25 | Austria (bandiera)  | P     | Michael Langer      |
| 26 | Germania (bandiera) | C     | Yannick Stark       |
| 27 | Germania (bandiera) | D     | Tobias Henneböle    |
| 28 | Brasile (bandiera)  | D     | Gledson             |
| 29 | Germania (bandiera) | D     | Alexis Theodosiadis |
| 31 | Germania (bandiera) | C     | Behnam Tayebi       |
| 33 | Nigeria (bandiera)  | A     | Macauley Chrisantus |
| 35 | Algeria (bandiera)  | C     | Chadli Amri         |
| 37 | Turchia (bandiera)  | C     | Zafer Yelen         |

## Organigramma societario
Area tecnica
- Allenatore: Benno Möhlmann
- Allenatore in seconda: Sven Kmetsch
- Preparatore dei portieri: Norbert Lorz
- Preparatori atletici:

## Calciomercato

### Sessione estiva
| Acquisti | Acquisti            | Acquisti             | Acquisti |
| R.       | Nome                | da                   | Modalità |
| -------- | ------------------- | -------------------- | -------- |
| A        | Vjačaslaŭ Hleb      | Dinamo Minsk         |          |
| A        | Karim Benyamina     | Union Berlino        |          |
| A        | Macauley Chrisantus | Karlsruhe            |          |
| D        | Marcel Gaus         | Fortuna Düsseldorf   |          |
| C        | Daniel Gordon       | RW Oberhausen        |          |
| A        | Babacar Guèye       | Alemannia Aquisgrana |          |
| C        | Markus Hofmeier     | FSV Francoforte U19  |          |
| D        | Alexander Huber     | Kickers Offenbach    |          |
| P        | Pierre Kleinheider  | Magonza II           |          |
| C        | Yannick Stark       | Darmstadt            |          |
| D        | Nils Teixeira       | Kickers Offenbach    |          |
| C        | Zafer Yelen         | Trabzonspor          |          |

| Cessioni | Cessioni          | Cessioni          | Cessioni |
| R.       | Nome              | a                 | Modalità |
| -------- | ----------------- | ----------------- | -------- |
| D        | Marc Stein        | Kickers Offenbach |          |
| A        | Aziz Bouhaddouz   | Wehen Wiesbaden   |          |
| A        | Cidimar           | Dinamo Dresda     |          |
| C        | Jürgen Gjasula    | Duisburg          |          |
| D        | Stefan Hickl      | Kickers Offenbach |          |
| A        | Sascha Mölders    | Augusta           |          |
| D        | Christian Müller  | RB Lipsia         |          |
| D        | Kai-Fabian Schulz | Carl Zeiss Jena   |          |
| C        | Mike Wunderlich   | Viktoria Colonia  |          |

### Sessione invernale
| Acquisti | Acquisti        | Acquisti       | Acquisti |
| R.       | Nome            | da             | Modalità |
| -------- | --------------- | -------------- | -------- |
| D        | Dennis Cagara   | Lyngby         |          |
| A        | Ilijan Micanski | Kaiserslautern |          |
| C        | Chadli Amri     | Kaiserslautern |          |

| Cessioni | Cessioni       | Cessioni   | Cessioni |
| R.       | Nome           | a          | Modalità |
| -------- | -------------- | ---------- | -------- |
| A        | Babacar Guèye  | Shenzhen   |          |
| D        | Andreas Dahlén | Djurgården |          |
| A        | Vjačaslaŭ Hleb | Homel'     |          |

## Risultati

### 2. Bundesliga

#### Girone di andata
| Arbitro: | Sippel |

|               |           |                          |
| Benyamina 80’ | Marcatori | 40’ (rig.) Carlos Silvio |

| Arbitro: | Hartmann |

|             |           |  |
| Ginczek 88’ | Marcatori |  |

| Francoforte sul Meno 7 agosto 2011, ore 13:30 CEST 3ª giornata | FSV Francoforte | 0 – 0 referto | Duisburg | Frankfurter Volksbank Stadion (4 132 spett.)\| Arbitro: \| Kampka \| |
| Arbitro:                                                       | Kampka          |               |          |                                                                      |

| Arbitro: | Petersen |

|            |           |           |
| Buddle 75’ | Marcatori | 33’ Çinaz |

| Arbitro: | Drees |

|  |           |                                            |
|  | Marcatori | 17’ Rode 31’ (rig.) Gkekas 40’, 89’ Köhler |

| Arbitro: | Kempter |

|  |           |                                                   |
|  | Marcatori | 6’, 31’ Benyamina 53’ (rig.) Yelen 77’ Chrisantus |

| Arbitro: | Ittrich |

|               |           |          |
| Fillinger 53’ | Marcatori | 48’ Kern |

| Arbitro: | Dankert |

|                                             |           |  |
| Aigner 3’ Volland 47’, 67’ Huber 90’ (aut.) | Marcatori |  |

| Arbitro: | Hartmann |

|                |           |            |
| Chrisantus 77’ | Marcatori | 88’ Merkel |

| Arbitro: | Willenborg |

|                 |           |                          |
| Feisthammel 32’ | Marcatori | 53’, 69’, 86’ Chrisantus |

| Arbitro: | Petersen |

|  |           |                |
|  | Marcatori | 86’ Kronaveter |

| Arbitro: | Osmers |

|                   |           |          |
| Kruse 3’ Naki 30’ | Marcatori | 75’ Gaus |

| Arbitro: | Cortus |

|                          |           |                                                 |
| Yelen 13’ Chrisantus 20’ | Marcatori | 16’, 55’ (rig.) Rösler 66’ Dum 82’, 85’ Beister |

| Francoforte sul Meno 6 novembre 2011, ore 13:30 CET 14ª giornata | FSV Francoforte | 0 – 0 referto | Hansa Rostock | Frankfurter Volksbank Stadion (5 691 spett.)\| Arbitro: \| Metzen \| |
| Arbitro:                                                         | Metzen          |               |               |                                                                      |

| Arbitro: | Christ |

|                                                   |           |  |
| Schröck 41’ Nehrig 48’ (rig.) Prib 58’ Occéan 72’ | Marcatori |  |

| Arbitro: | Unger |

|                          |           |                    |
| Çinaz 49’ Chrisantus 72’ | Marcatori | 6’, 74’ Proschwitz |

| Arbitro: | Cortus |

|                              |           |                                     |
| Koch 9’ Heitmeier 48’ (aut.) | Marcatori | 17’ (aut.) Subašić 76’ (rig.) Yelen |

#### Girone di ritorno
| Arbitro: | Fischer |

|                                                  |           |  |
| Ede 17’ N'Diaye 28’ (aut.) Stuff 79’ Terodde 82’ | Marcatori |  |

| Arbitro: | Osmers |

|  |           |                      |
|  | Marcatori | 21’ Kopplin 23’ Jong |

| Arbitro: | Unger |

|            |           |                   |
| Šukalo 47’ | Marcatori | 17’, 68’ Micanski |

| Arbitro: | Fischer |

|          |           |             |
| Amri 37’ | Marcatori | 88’ Akaïchi |

| Arbitro: | Stark |

|                                                       |           |              |
| Matmour 14’, 33’, 80’ Meier 61’ Kittel 67’ Hoffer 70’ | Marcatori | 68’ Micanski |

| Arbitro: | Grudzinski |

|                        |           |            |
| Micanski 33’ Çinaz 43’ | Marcatori | 72’ Zoller |

| Arbitro: | Cortus |

|                                     |           |                                      |
| Müller 20’ König 34’, 45’ Koçer 57’ | Marcatori | 19’ Görlitz 41’ Micanski 45’ Gledson |

| Arbitro: | Steuer |

|                                     |           |           |
| Görlitz 25’ Gaus 42’ Chrisantus 85’ | Marcatori | 15’ Bülow |

| Braunschweig 16 marzo 2012, ore 18:00 CET 26ª giornata | Eintracht Braunschweig | 0 – 0 referto | FSV Francoforte | Eintracht-Stadion (19 950 spett.)\| Arbitro: \| Petersen \| |
| Arbitro:                                               | Petersen               |               |                 |                                                             |

| Arbitro: | Gagelmann |

|                        |           |          |
| Gledson 6’ Görlitz 50’ | Marcatori | 22’ Auer |

| Arbitro: | Bandurski |

|              |           |                  |
| Rangelov 19’ | Marcatori | 87’ (rig.) Yelen |

| Arbitro: | Unger |

|                                  |           |                                         |
| Gaus 6’ Görlitz 17’ Micanski 20’ | Marcatori | 23’ Ebbers 41’ (rig.) Kruse 46’ Bartels |

| Arbitro: | Osmers |

|               |           |  |
| Jovanović 55’ | Marcatori |  |

| Arbitro: | Metzen |

|  |           |                                         |
|  | Marcatori | 4’ Yelen 57’, 64’ Micanski 69’, 75’ Yun |

| Arbitro: | Schriever |

|              |           |                   |
| Schlicke 17’ | Marcatori | 75’ (rig.) Nehrig |

| Arbitro: | Dingert |

|          |           |  |
| Kara 49’ | Marcatori |  |

| Arbitro: | Fischer |

|              |           |           |
| Micanski 73’ | Marcatori | 58’ Dedič |

### Coppa di Germania
| Arbitro: | Unger |

|                    |           |                                                |
| Janssen 45’ (rig.) | Marcatori | 37’ Yelen 94’, 112’ Guèye 111’, 118’ Benyamina |

| Arbitro: | Leicher |

|                                 |           |  |
| Hemlein 4’ Cacau 38’ Traoré 89’ | Marcatori |  |

## Statistiche

### Statistiche di squadra
| Competizione      | Punti | In casa | In casa | In casa | In casa | In casa | In casa | In trasferta | In trasferta | In trasferta | In trasferta | In trasferta | In trasferta | Totale | Totale | Totale | Totale | Totale | Totale | DR  |
| Competizione      | Punti | G       | V       | N       | P       | Gf      | Gs      | G            | V            | N            | P            | Gf           | Gs           | G      | V      | N      | P      | Gf     | Gs     | DR  |
| ----------------- | ----- | ------- | ------- | ------- | ------- | ------- | ------- | ------------ | ------------ | ------------ | ------------ | ------------ | ------------ | ------ | ------ | ------ | ------ | ------ | ------ | --- |
| 2. Bundesliga     | 35    | 17      | 3       | 10      | 4       | 20      | 26      | 17           | 4            | 4            | 9            | 23           | 33           | 34     | 7      | 14     | 13     | 43     | 59     | -16 |
| Coppa di Germania | -     | 0       | 0       | 0       | 0       | 0       | 0       | 2            | 1            | 0            | 1            | 5            | 4            | 2      | 1      | 0      | 1      | 5      | 4      | +1  |
| Totale            | 35    | 17      | 3       | 10      | 4       | 20      | 26      | 19           | 5            | 4            | 10           | 28           | 37           | 36     | 8      | 14     | 14     | 48     | 63     | -15 |

### Andamento in campionato
| Giornata  | 1 | 2  | 3  | 4  | 5  | 6  | 7  | 8  | 9  | 10 | 11 | 12 | 13 | 14 | 15 | 16 | 17 | 18 | 19 | 20 | 21 | 22 | 23 | 24 | 25 | 26 | 27 | 28 | 29 | 30 | 31 | 32 | 33 | 34 |
| --------- | - | -- | -- | -- | -- | -- | -- | -- | -- | -- | -- | -- | -- | -- | -- | -- | -- | -- | -- | -- | -- | -- | -- | -- | -- | -- | -- | -- | -- | -- | -- | -- | -- | -- |
| Luogo     | C | T  | C  | T  | C  | T  | C  | T  | C  | T  | C  | T  | C  | C  | T  | C  | T  | T  | C  | T  | C  | T  | C  | T  | C  | T  | C  | T  | C  | T  | T  | C  | T  | C  |
| Risultato | N | P  | N  | N  | P  | V  | N  | P  | N  | V  | P  | P  | P  | N  | P  | N  | N  | P  | P  | V  | N  | P  | V  | P  | V  | N  | V  | N  | N  | P  | V  | N  | P  | N  |
| Posizione | 9 | 14 | 14 | 14 | 15 | 10 | 11 | 12 | 11 | 11 | 12 | 12 | 13 | 13 | 14 | 14 | 14 | 15 | 16 | 15 | 15 | 16 | 14 | 15 | 13 | 14 | 14 | 14 | 15 | 15 | 12 | 12 | 13 | 13 |

Legenda:

Luogo: C = Casa; T = Trasferta. Risultato: V = Vittoria; N = Pareggio; P = Sconfitta.

### Statistiche dei giocatori
| Giocatore       | 2. Bundesliga | 2. Bundesliga | 2. Bundesliga | 2. Bundesliga | Coppa di Germania | Coppa di Germania | Coppa di Germania | Coppa di Germania | Totale   | Totale | Totale      | Totale     |
| Giocatore       | Presenze      | Reti          | Ammonizioni   | Espulsioni    | Presenze          | Reti              | Ammonizioni       | Espulsioni        | Presenze | Reti   | Ammonizioni | Espulsioni |
| --------------- | ------------- | ------------- | ------------- | ------------- | ----------------- | ----------------- | ----------------- | ----------------- | -------- | ------ | ----------- | ---------- |
| C. Amri         | 4             | 1             | 0             | 0             | 0                 | 0                 | 0                 | 0                 | 4        | 1      | 0           | 0          |
| K. Benyamina    | 21            | 3             | 1             | 0             | 2                 | 2                 | 0                 | 0                 | 23       | 5      | 1           | 0          |
| D. Cagara       | 5             | 0             | 0             | 0             | 0                 | 0                 | 0                 | 0                 | 5        | 0      | 0           | 0          |
| M. Chrisantus   | 26            | 8             | 1             | 0             | 1                 | 0                 | 0                 | 0                 | 27       | 8      | 1           | 0          |
| A. Dahlén       | 1             | 0             | 0             | 0             | 0                 | 0                 | 0                 | 0                 | 1        | 0      | 0           | 0          |
| M. Fillinger    | 12            | 1             | 2             | 0             | 1                 | 0                 | 0                 | 0                 | 13       | 1      | 2           | 0          |
| M. Gallego      | 1             | 0             | 0             | 0             | 1                 | 0                 | 0                 | 0                 | 2        | 0      | 0           | 0          |
| M. Gaus         | 29            | 3             | 8             | 0             | 2                 | 0                 | 0                 | 0                 | 31       | 3      | 8           | 0          |
| G. Gledson      | 28            | 2             | 1             | 1             | 2                 | 0                 | 0                 | 0                 | 30       | 2      | 1           | 1          |
| D. Gordon       | 3             | 0             | 0             | 0             | 0                 | 0                 | 0                 | 0                 | 3        | 0      | 0           | 0          |
| B. Guèye        | 13            | 0             | 4             | 0             | 1                 | 2                 | 0                 | 0                 | 14       | 2      | 4           | 0          |
| M. Görlitz      | 14            | 4             | 0             | 0             | 0                 | 0                 | 0                 | 0                 | 14       | 4      | 0           | 0          |
| M. Heitmeier    | 28            | 0             | 2             | 0             | 2                 | 0                 | 1                 | 0                 | 30       | 0      | 3           | 0          |
| T. Henneböle    | 0             | 0             | 0             | 0             | 0                 | 0                 | 0                 | 0                 | 0        | 0      | 0           | 0          |
| V. Hleb         | 7             | 0             | 0             | 0             | 1                 | 0                 | 0                 | 0                 | 8        | 0      | 0           | 0          |
| M. Hofmeier     | 2             | 0             | 1             | 0             | 0                 | 0                 | 0                 | 0                 | 2        | 0      | 1           | 0          |
| A. Huber        | 28            | 0             | 2             | 0             | 2                 | 0                 | 0                 | 0                 | 30       | 0      | 2           | 0          |
| P. Klandt       | 34            | 0             | 0             | 0             | 0                 | 0                 | 0                 | 0                 | 34       | 0      | 0           | 0          |
| P. Kleinheider  | 0             | 0             | 0             | 0             | 0                 | 0                 | 0                 | 0                 | 0        | 0      | 0           | 0          |
| M. Konrad       | 14            | 0             | 3             | 0             | 0                 | 0                 | 0                 | 0                 | 14       | 0      | 3           | 0          |
| M. Langer       | 0             | 0             | 0             | 0             | 2                 | 0                 | 0                 | 0                 | 2        | 0      | 0           | 0          |
| I. Micanski     | 15            | 9             | 3             | 0             | 0                 | 0                 | 0                 | 0                 | 15       | 9      | 3           | 0          |
| S. Müller       | 13            | 0             | 3             | 0             | 0                 | 0                 | 0                 | 0                 | 13       | 0      | 3           | 0          |
| M. N'Diaye      | 14            | 0             | 3             | 0             | 1                 | 0                 | 0                 | 0                 | 15       | 0      | 3           | 0          |
| B. Schlicke     | 26            | 1             | 2             | 1             | 2                 | 0                 | 0                 | 0                 | 28       | 1      | 2           | 1          |
| Y. Stark        | 29            | 0             | 7             | 0             | 2                 | 0                 | 0                 | 0                 | 31       | 0      | 7           | 0          |
| B. Tayebi       | 0             | 0             | 0             | 0             | 0                 | 0                 | 0                 | 0                 | 0        | 0      | 0           | 0          |
| N. Teixeira     | 29            | 0             | 3             | 0             | 2                 | 0                 | 0                 | 0                 | 31       | 0      | 3           | 0          |
| A. Theodosiadis | 0             | 0             | 0             | 0             | 0                 | 0                 | 0                 | 0                 | 0        | 0      | 0           | 0          |
| T. Tosunoğlu    | 0             | 0             | 0             | 0             | 0                 | 0                 | 0                 | 0                 | 0        | 0      | 0           | 0          |
| A. Ujma         | 0             | 0             | 0             | 0             | 0                 | 0                 | 0                 | 0                 | 0        | 0      | 0           | 0          |
| Z. Yelen        | 33            | 5             | 2             | 0             | 2                 | 1                 | 1                 | 0                 | 35       | 6      | 3           | 0          |
| J. Yun          | 17            | 2             | 1             | 0             | 1                 | 0                 | 0                 | 0                 | 18       | 2      | 1           | 0          |
| S. Çinaz        | 30            | 3             | 11            | 0             | 1                 | 0                 | 1                 | 0                 | 31       | 3      | 12          | 0          |